# Kauai
Kauaʻi, anglicizat  Kauai, este din punct de vedere geologic cea mai veche dintre principalele insule din Hawaii. Cu o suprafață de 1,456 km pătrați, aceasta este a patra cea mai mare dintre aceste insule și a 21-a cea mai mare insulă din Statele Unite.  Cunoscută și ca "Garden Isle", Kaua'i se află la 169 km (de-a lungul canalului Kaua'i) la nord-vest de insula Oahu. Această insulă este locul parcului Waimea Canyon.
Populația insulei, conform recensământului din Statele Unite din 2010, era de 67.091 persoane. Cel mai populat oraș este Kapaa.

## Legături externe
- Kauai Community and Visitor Information
- Kauaʻi Chamber of Commerce
- Hawaii Scenic Byways

## Vezi și
- Comitatul Kauai, Hawaii